# Ацтекіум
Ацтекіум (Aztekium Boed.) — рід сукулентних рослин з родини кактусових.

## Етимологія
Первинний опис цьому роду дав Фрідріх Бедекер (нім. Friedrich Bödeker) в 1929 році. Назва пов'язана з подібністю зовнішнього виду рослин культовим спорудам ацтеків.

## Систематика

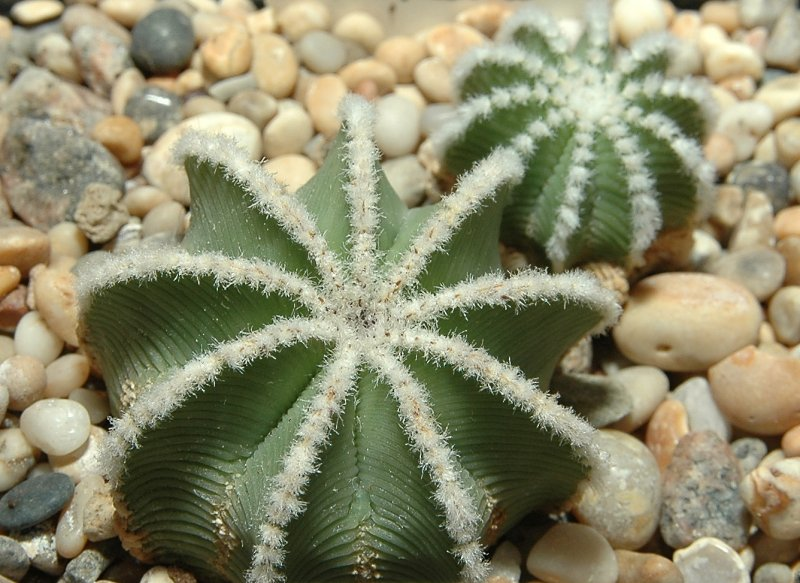
Aztekium hintoni

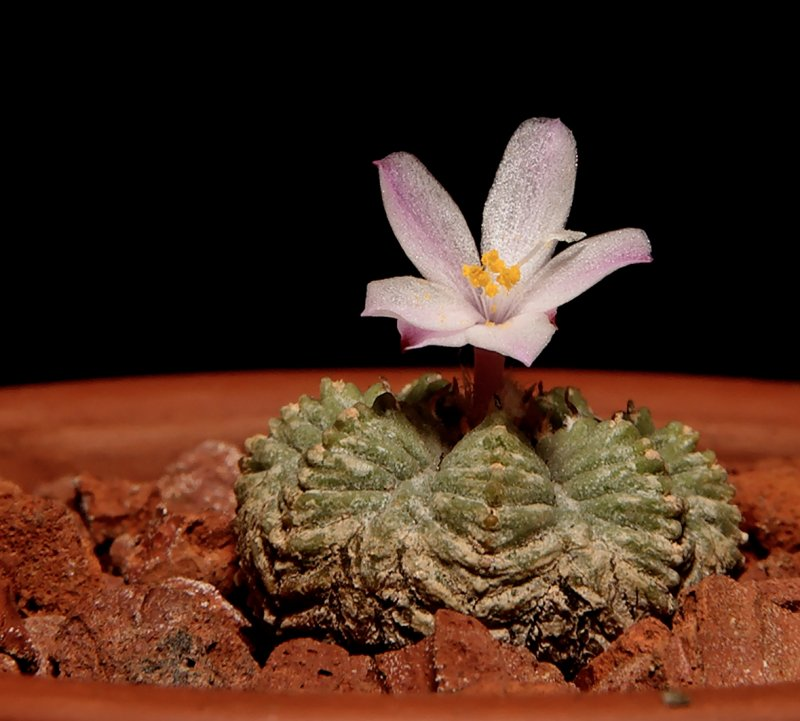
Цвіте Aztekium ritteri

До 1992 р. Ацтекіум був монотипним родом, представленим єдиним видом Aztekium ritteri, після чого Джордж Хінтон описав ще один вид Aztekium hintonii, що стало справжньою сенсацією серед кактусистів.

## Ареал
Поширені у Мексиці (штат Нуево-Леон), де ростуть в розколинах, на схилах сланцевих скель.

## Морфологічний опис
Стебла приплюснуто-кулясті, сіро-зелені, з білоопушеною верхівкою, до 7 см у діаметрі, 4 см заввишки. Коріння потовщене, ріпоподібне. Ребра зморшкуваті, з маленькими тупими сосочками, щільно притиснутими один до одного, які утворюють борозни. Ареоли білуваті, щільно розташовані на гребенях ребер, тому нерідко зливаються в суцільну смугу. Колір колючок — від сірих до коричневатих, ламкі, швидко відпадають. На шерстистій верхівці утворюються маленькі, до 0,8 см у діаметрі, біло-рожеві квітки. Плоди біло-рожеві. Насіння дуже дрібне, чорне.

## Догляд та утримання
Кореневласна культура цих кактусів досить складна і вимагає ретельного дотримання всіх умов догляду. У літній період вони потребують злегка притіненого місцезнаходження при помірному до обмеженого поливі (бажано м'якою водою, оскільки коренева система ацтекіумів негативно реагує на лужну реакцію). Застій вологи призводить до згубної дії на рослини. Період зимового спокою повинен протікати при температурі 12-14 °С, майже без поливу. Землесуміш максимально проникна, має складатися з глинисто-дернового ґрунту, з додаванням 50-60 % грубозернистого піску і дрібного гравію. рН близько 5,6.
Найефективніший спосіб розмноження — щеплення бічних пагонів. Вирощування сіянців — справа дуже трудомістка, тому через 1,5-2 місяці після посіву рекомендується прищеплювати їх на перескіопсиси, молоді гілоцереуси або ехінопсиси. В оптимальних умовах (при температурі 25-28 °С) зрощування відбувається протягом доби. Через три-чотири роки рослини піддаються укоріненню.
Ацтекіуми є цінним колекційним матеріалом.

## Природоохоронний статус
Обидва види Aztekium входять до Червоного списку Міжнародного Союзу Охорони Природи:
- Aztekium hintonii  — статус «Види, близькі до загрозливого стану»;
- Aztekium ritteri  — статус «Найменший ризик».